# Josefa Ortiz de Domínguez (Chihuahua)
Josefa Ortiz de Domínguez, también denominada Las Chepas, es una pequeña localidad del estado mexicano de Chihuahua, situada en la Frontera entre Estados Unidos y México. Forma parte del municipio de Ascensión.

## Historia
Las Chepas está localizado en pleno Desierto de Chihuahua, inmediata a la línea fronteriza con Estados Unidos, en particular con el estado de Nuevo México y a unos 30 kilómetros al oeste de Puerto Palomas; tuvo su origen como un ejido creado por el gobierno mexicano en 1971 como una comunidad dedicada a la agricultura, dotando de tierras a los campesino, en 1980 llegó a registrar 428 habitantes, su máximo histórico, y fue una comunidad de relativa prosperidad agrícola y un importante intercambio comercial informal con el lado estadounidense de la frontera, donde la mayor parte de los habitantes acudía a trabajar por temporadas; en 1986 el gobierno de Estados Unidos amnistió y ofreció la residencia legal a los trabajadores ilegales, gran parte de los pobladores de Las Chepas decidieron entonces mudarse a Estados Unidos cayendo el pueblo en una importante crisis económica, agravada por el cambio de modelo económico del gobierno mexicano y su política hacia el campo y los ejidos, que aunado al clima adverso hicieron inviable la continuación de la actividad agrícola y la poca población que quedó se decicó a otras actividades.
Es a partir de esta época y hasta la actualidad que Las Chepas se convirtió en una paso de migración ilegal hacia Estados Unidos, por su localización en medio del desierto y alejada de grandes ciudades muchos migrantes y traficantes ilegales se dirigen a esa zona para intentar cruzar, esto ha dado una nueva actividad económica al pueblo que se inundado por una importante población flotante mucho mayor a los oficialmente 47 habitantes que registró el Conteo de Población y Vivienda de 2005, pero también la ha convertido en un peligroso lugar de actividades ilícitas como el tráfico de personas y de narcotráfico.
Ante esto, el gobierno de Nuevo México ha señalado a Las Chepas como el principal punto de inmigración ilegal, narcotráfico e inseguridad en su frontera sur, exigiendo al mexicano tomar medidas para contrarrestrarlo, la principal sería la demolición de las numerosas viviendas abandonas por expobladores que servirían de refugio a los migrantes, un acuerdo entre los gobernadores de Nuevo México, Bill Richardson, y Chihuahua, José Reyes Baeza Terrazas, en 2005, inició la demolición de las construcciones lo que causó las protestas de los habitantes originales de la población.